# Sweet Jane
«Sweet Jane» es una canción de The Velvet Underground, del álbum de estudio Loaded de 1970. La canción fue escrita por Lou Reed, el líder de la banda, quien continuó incorporando la canción en sus actuaciones en vivo años después como músico solista. Cuando Loaded fue lanzado en 1970, el puente de la canción fue editado aparte. El box set Peel Slowly and See y la reedición Loaded: Fully Loaded Edition restauró la parte descartada.

## Historia de la canción y estructura
La versión de "Sweet Jane" en el 1969: The Velvet Underground Live es una versión temprana con una simple progresión (tres acordes en lugar de cuatro acordes) y con letra notablemente diferente. Fue grabada durante octubre y noviembre de 1969. La progresión de acordes consiste en tres básicos acordes mayores sobre dos compases, en Re, (Re-La), Sol, (Sol-La), Re, usados ambos en la estrofa y en el estribillo. En lugar de una intro de estrofa estándar, esta versión empieza con lo que más tarde será usado como una pieza de transición al puente, usando los mismos acordes que en la estrofa pero con melodía diferente ("Anyone who ever had a heart wouldn't turn around and break it"). Después de un estribillo, hay dos compases en re, seguidos por el puente, que consiste en dos progresiones: Re Do menor Sol La Si Si (x2), sobre el cual los versos "Heavenly wine and roses" son cantados, seguido por Mi Si Re La (x2), acompañado por "la-la-la...". La coda de la canción que sigue es como el estribillo.

## Apariciones
Es una de las canciones de Lou Reed que ha sido tocada en la mayoría de sus recitales, apareciendo también en los álbumes de The Velvet Underground: Live at Max's Kansas City de 1972, 1969: The Velvet Underground Live de 1974; Peel Slowly and See de 1995; Live MCMXCIII de 1993; Loaded: Fully Loaded Edition de 1997 y Rock and Roll: an Introduction to The Velvet Underground de 2001
Desde 1971 en sus recitales solistas, la canción ha aparecido en American Poet de 2001; Rock n Roll Animal de 1974; Live: Take No Prisoners de 1978; Live in Italy de 1984; The Concert for the Rock and Roll Hall of Fame; ; Live on Letterman: Music from The Late Show y Berlin: Live At St. Ann's Warehouse de 2008.
- Datos: Q2414013